# Partecipanti al Giro d'Italia 1983

Il vincitore dell'edizione, Giuseppe Saronni, nella cronometro finale Gorizia-Udine del 5 giugno 1983.

Elenco dei partecipanti al Giro d'Italia 1983.
Il Giro d'Italia 1983 fu la sessantaseiesima edizione della corsa. Alla competizione presero parte 18 squadre, ciascuna delle quali composta da nove corridori, per un totale di 162 ciclisti. La corsa partì il 17 maggio da Brescia e terminò il 10 giugno a Udine; in quest'ultima località portarono a termine la competizione 140 corridori.

## Corridori per squadra
Nota: R ritirato, NP non partito, FT fuori tempo, SQ squalificato.
| Alfa Lum                 | Alfa Lum                 | Alfa Lum                 | Europ Decor-Dries     | Europ Decor-Dries         | Europ Decor-Dries     | Mareno-Wilier Triestina   | Mareno-Wilier Triestina   | Mareno-Wilier Triestina   |
| ------------------------ | ------------------------ | ------------------------ | --------------------- | ------------------------- | --------------------- | ------------------------- | ------------------------- | ------------------------- |
| 1                        | Fiorenzo Aliverti        | 51º                      | 61                    | Frank Hoste               | 114º                  | 121                       | Daniele Antinori          | 129º                      |
| 2                        | Mauro Angelucci          | 103º                     | 62                    | Marc Sergeant             | 32º                   | 122                       | Nazzareno Berto           | 122º                      |
| 3                        | Ismael Lejarreta         | 28º                      | 63                    | Jan Bogaert               | 137º                  | 123                       | Giuliano Biatta           | 65º                       |
| 4                        | Marino Lejarreta         | 6º                       | 64                    | Marc Somers               | 128º                  | 124                       | Giocondo Dalla Rizza      | 87º                       |
| 5                        | Salvatore Maccali        | 59º                      | 65                    | Jan Nevens                | R 4ª                  | 125                       | Walter Clivati            | 81º                       |
| 6                        | Orlando Maini            | 108º                     | 66                    | Jos Jacobs                | 123º                  | 126                       | Francesco Masi            | 57º                       |
| 7                        | Piero Onesti             | 110º                     | 67                    | Luc Govaerts              | 41º                   | 127                       | Giuliano Pavanello        | 100º                      |
| 8                        | Giuseppe Petito          | 77º                      | 68                    | Etienne de Beule          | 139º                  | 128                       | Gianmarco Saccani         | 119º                      |
| 9                        | Michael Wilson           | 61º                      | 69                    | Dirk Wayenberg            | 133º                  | 129                       | Massimo Santambrogio      | 48º                       |
| Atala-Campagnolo         | Atala-Campagnolo         | Atala-Campagnolo         | Gemeaz Cusin-Zor      | Gemeaz Cusin-Zor          | Gemeaz Cusin-Zor      | Metauro Mobili-Pinarello  | Metauro Mobili-Pinarello  | Metauro Mobili-Pinarello  |
| 11                       | Giancarlo Casiraghi      | 90º                      | 71                    | Faustino Rupérez          | 7º                    | 131                       | Lucien Van Impe           | 9º                        |
| 12                       | Walter Delle Case        | 136º                     | 72                    | Alberto Fernández Blanco  | 3º                    | 132                       | Vittorio Algeri           | R 20ª                     |
| 13                       | Piergiorgio Angeli       | R                        | 73                    | Juan Fernández Martín     | R 8ª                  | 133                       | Marco Groppo              | R 15ª                     |
| 14                       | Urs Freuler              | 91º                      | 74                    | Pedro Muñoz               | 11º                   | 134                       | Riccardo Magrini          | 71º                       |
| 15                       | Pierino Gavazzi          | 98º                      | 75                    | Álvaro Pino               | 19º                   | 135                       | Luciano Rabottini         | 63º                       |
| 16                       | Mario Noris              | 102º                     | 76                    | José Luis López Cerrón    | 116º                  | 136                       | Frits Pirard              | 38º                       |
| 17                       | Wladimiro Panizza        | 10º                      | 77                    | Eduardo Chozas            | 8º                    | 137                       | Alfio Vandi               | 21º                       |
| 18                       | Giovanni Renosto         | R                        | 78                    | Angel Camarillo           | 92º                   | 138                       | Flavio Zappi              | 79º                       |
| 19                       | Paolo Rosola             | 111º                     | 79                    | Jesús Ignacio Ibáñez Loyo | 66º                   | 139                       | Pierangelo Bincoletto     | 104º                      |
| Bianchi-Piaggio          | Bianchi-Piaggio          | Bianchi-Piaggio          | Gis Gelati-Campagnolo | Gis Gelati-Campagnolo     | Gis Gelati-Campagnolo | Sammontana-Campagnolo     | Sammontana-Campagnolo     | Sammontana-Campagnolo     |
| 21                       | Tullio Bertacco          | 56º                      | 81                    | Francesco Moser           | R                     | 141                       | Gianbattista Baronchelli  | 17º                       |
| 22                       | Silvano Contini          | NP 22ª                   | 82                    | Marino Amadori            | 68º                   | 142                       | Moreno Argentin           | 45º                       |
| 23                       | Alessandro Paganessi     | 29º                      | 83                    | Simone Fraccaro           | R 16ª/2ª              | 143                       | Claudio Corti             | 103º                      |
| 24                       | Serge Parsani            | 107º                     | 84                    | Piero Ghibaudo            | 55º                   | 144                       | Fiorenzo Favero           | 113º                      |
| 25                       | Valerio Piva             | 112º                     | 85                    | Czesław Lang              | 40º                   | 145                       | Raniero Gradi             | 95º                       |
| 26                       | Alfons De Wolf           | 16º                      | 86                    | Palmiro Masciarelli       | 33º                   | 146                       | Marino Polini             | 64º                       |
| 27                       | Tommy Prim               | 16º                      | 87                    | Dante Morandi             | 138º                  | 147                       | Amilcare Sgalbazzi        | 60º                       |
| 28                       | Alf Segersäll            | 78º                      | 88                    | Ennio Salvador            | 82º                   | 148                       | Claudio Torelli           | 83º                       |
| 29                       | Ennio Vanotti            | 36º                      | 89                    | Fabrizio Verza            | 23º                   | 149                       | Jesper Worre              | 88º                       |
| Malvor-Bottecchia        | Malvor-Bottecchia        | Malvor-Bottecchia        | Hoonved-Almoda-Perlav | Hoonved-Almoda-Perlav     | Hoonved-Almoda-Perlav | Termolan-Galli-CIOCC      | Termolan-Galli-CIOCC      | Termolan-Galli-CIOCC      |
| 31                       | Mario Beccia             | 4º                       | 91                    | Eddy Schepers             | 12º                   | 151                       | Francesco Caneva          | 94º                       |
| 32                       | Antonio Bevilacqua       | 52º                      | 92                    | Walter Schoonjans         | R                     | 152                       | Daniele Caroli            | 99º                       |
| 33                       | Leonardo Bevilacqua      | 120º                     | 93                    | Marc Van den Brande       | 125º                  | 153                       | Davide Cassani            | 37º                       |
| 34                       | Emanuele Bombini         | 22º                      | 94                    | Maurice Van Heer          | R                     | 154                       | René Koppert              | R                         |
| 35                       | Silvestro Milani         | R                        | 95                    | Hans Neumayer             | 127º                  | 155                       | Giuseppe Lanzoni          | 44º                       |
| 36                       | Daniel Gisiger           | 74º                      | 96                    | Ludo Loos                 | 69º                   | 156                       | Sven-Åke Nilsson          | 27º                       |
| 37                       | Vinko Polončič           | 72º                      | 97                    | Christian Wauters         | R                     | 157                       | Claudio Girlanda          | 140º                      |
| 38                       | Robert Dill-Bundi        | R                        | 98                    | Herman Crabbe             | R                     | 158                       | Silvano Riccò             | 54º                       |
| 39                       | Jürg Bruggmann           | 132º                     | 99                    | Patrick Hermans           | 121º                  | 159                       | Erminio Rizzi             | 80º                       |
| Del Tongo-Colnago        | Del Tongo-Colnago        | Del Tongo-Colnago        | Inoxpran-Lumenflon    | Inoxpran-Lumenflon        | Inoxpran-Lumenflon    | Vivi-Benotto-Selle Italia | Vivi-Benotto-Selle Italia | Vivi-Benotto-Selle Italia |
| 41                       | Giuseppe Saronni         | 1º                       | 101                   | Giovanni Battaglin        | R 15ª                 | 161                       | Gregor Braun              | 76º                       |
| 42                       | Claudio Bortolotto       | 34º                      | 102                   | Guido Bontempi            | R                     | 162                       | Mario Bonzi               | 105º                      |
| 43                       | Roberto Ceruti           | 47º                      | 103                   | Bruno Leali               | 20º                   | 163                       | Franco Chioccioli         | 16º                       |
| 44                       | Leonardo Natale          | 31º                      | 104                   | Alfredo Chinetti          | 67º                   | 164                       | Corrado Donadio           | 131º                      |
| 45                       | Maurizio Piovani         | 96º                      | 105                   | Luciano Loro              | 18º                   | 165                       | Gabriele Landoni          | R                         |
| 46                       | Rudy Pevenage            | 106º                     | 106                   | Valerio Lualdi            | 84º                   | 166                       | Giuseppe Passuello        | 89º                       |
| 47                       | Sergio Santimaria        | 85º                      | 107                   | Glauco Santoni            | R                     | 167                       | Graziano Salvietti        | 117º                      |
| 48                       | Dietrich Thurau          | 5º                       | 108                   | Carlo Tonon               | 134º                  | 168                       | Giovanni Viero            | 130º                      |
| 49                       | Guido Van Calster        | 70º                      | 109                   | Roberto Visentini         | 2º                    | 169                       | Gianluigi Zuanel          | 115º                      |
| Dromedario-Alan-Sidermec | Dromedario-Alan-Sidermec | Dromedario-Alan-Sidermec | Magniflex-Eorotex     | Magniflex-Eorotex         | Magniflex-Eorotex     | Wolber-Spidel             | Wolber-Spidel             | Wolber-Spidel             |
| 51                       | Carmelo Barone           | 126º                     | 111                   | Stefan Mutter             | 42º                   | 171                       | Dominique Arnaud          | 25º                       |
| 52                       | Franco Conti             | 46º                      | 112                   | Bruno Wolfer              | 73º                   | 172                       | Jean-René Bernaudeau      | 13º                       |
| 53                       | Giuseppe Faraca          | R                        | 113                   | Siegfried Hekimi          | R                     | 173                       | Patrick Bonnet            | 35º                       |
| 54                       | Ettore Bazzichi          | 43º                      | 114                   | Fritz Wehrli              | 101º                  | 174                       | Graham Jones              | 26º                       |
| 55                       | Giuseppe Montella        | 93º                      | 115                   | Jostein Wilmann           | 14º                   | 175                       | Jean-François Rodriguez   | 39º                       |
| 56                       | Cesare Cipollini         | 86º                      | 116                   | Paul Wellens              | 53º                   | 176                       | Christian Seznec          | 24º                       |
| 57                       | Claudio Savini           | 50º                      | 117                   | Acácio da Silva           | 97º                   | 177                       | Pierre Raymond Villemiane | 68º                       |
| 58                       | Peter Kehl               | 124º                     | 118                   | Gerhard Zadrobilek        | 62º                   | 178                       | Claude Vincendeau         | 75º                       |
| 59                       | Luigi Trevellin          | 135º                     | 119                   | Harald Maier              | 30º                   | 179                       | Fabien De Vooght          | 118º                      |

### Legenda
| Legenda          | Legenda | Legenda       | Legenda                                                  |
| ---------------- | --- | ------------- | -------------------------------------------------------- |
| Dorsale          | Dorsale di partenza del ciclista | Posizione     | Posizione finale nella classifica generale               |
| Maglia rosa      | Indica il vincitore della classifica generale                                                                                        | Maglia verde  | Indica il vincitore della classifica dei GPM             |
| Maglia ciclamino | Indica il vincitore della classifica a punti                                                                                         | Maglia bianca | Indica il vincitore della classifica dei giovani         |
| NP               | Indica un ciclista che non è ripartito in una tappa la mattina                                                                       | R             | Indica un ciclista che si è ritirato in una tappa        |
| FTM              | Indica un ciclista che ha concluso una tappa fuori tempo, ossia ha impiegato più tempo rispetto a quanto stabilito dal tempo massimo | EX            | Corridore escluso per non aver rispettato il regolamento |

## Corridori per nazione
Le nazionalità rappresentate nella manifestazione sono 16; in tabella il numero dei ciclisti suddivisi per la propria nazione di appartenenza:
| Numero corridori | Nazione                                                                        |
| ---------------- | ------------------------------------------------------------------------------ |
| 95               | Italia                                                                         |
| 22               | Belgio                                                                         |
| 11               | Spagna                                                                         |
| 8                | Francia, Svizzera                                                              |
| 4                | Germania                                                                       |
| 3                | Svezia                                                                         |
| 2                | Austria, Paesi Bassi                                                           |
| 1                | Australia, Danimarca, Gran Bretagna, Norvegia, Polonia, Portogallo, Jugoslavia |